# Auto Safari Chapin
Auto Safari Chapín es un parque de animales y uno de los destinos turísticos más visitados, se encuentra ubicado en el departamento de Santa Rosa, al sur de Guatemala. El parque cuenta con varias áreas que incluyen: 
- Reserva de animales con áreas para leones, jirafas, hipopótamos y otras especies.
- Paseo por el zoológico (cerca de la entrada al área de recreación).
- Área de recreación con restaurante, paseos en bote por la laguna y piscina.

El parque está abierto de martes a domingo, de 9:30 a. m. a 5 p. m. El restaurante está abierto de 10:30 a. m. a 5 p. m. Hay un snack bar a mitad del camino con bebidas y una pequeña selección de snacks. 
El parque fue fundado en 1980 como un área de reserva natural y es el mayor parque de animales / zoológicos en Guatemala. Se encuentra en el 87.5 km de la ruta a Taxisco, Guanagazapa.